# Сотк
Сотк (арм. Սոթք) — село в Армении, в Гегаркуникской области, на Масрикской равнине. Изначально село называлось Сотк и располагалось в одноименном гаваре древнеармянской области Сюник. В селе находится церковь Богородицы IX века с могилами армянских князей владевших страной.

## История
На территории армянской исторической области Сюник. Слово «Сот» (арм. Սոթ) в древнеармянском языке означало сильный ветер от чего, вероятно, происходит название данного местечка. Предположение основано на сообщении историка Сюника Степаноса Орбеляна, который в конце XIII века в «Истории области Сисакан» пишет «…четвертый гавар Сотк, который из-за непрерывных метелей и холодных погод назывался Сотк».
В раннем средневековье принадлежало ветви Хайказун древнеармянской династии Сюни. В высоком средневековье село принадлежано армянскому княжескому роду Допян, в XV—XVII веках — армянским меликам Шахназарянам. В конце XV—начале XVI века на этой территории северной Армении кочевало тюркское племя бахарлу— остаток объединения туркменских чернобаранных племен.
По данным 1831 года в селе проживало 245 мусульман.
Село «Гeогpaфичeско-стaтистичecкому cлoваpю Рoссийcкой Импepии» изданному в 1865 году, в поселении проживало 622 человека. Как отмечает издание, село было примечательно тем, что в нём находился хорошо сохранившийся древний армянский храм, в котором от набегов лезгин некогда прятали церковную утварь. Рядом с храмом располагалась большая каменная часовня и несколько надгробных камней, поставленных на могилах армянских князей и полководцев, которые жили и управляли здесь. Согласно Малому энциклопедическому словарю Брокгауза и Ефрона, в конце XIX века село Зод относилось к Новобаязетскому уезду Эриванской губернии и насчитывало 1 088 жителей «татар».
По данным «Сборника сведений о Кавказе» за 1880 год в селе Зод Новобаязетского уезда по сведениям 1873 года было 119 дворов и проживало 905 азербайджанцев (указаны как «татары»), которые были шиитами.
По данным «Кавказского календаря» 1912 года, в селе Зод жило 1778 человек, в основном «татары» (имелись в виду азербайджанцы).
С 1921 года — в составе Армянской ССР.
В 1969 преобразовано в посёлок городского типа в результате открытия золотодобывающего комбината и металлообрабатывающего предприятия.
В 1988 году всё азербайджанское население села бежало в Азербайджан в результате армяно-азербайджанского конфликта. Их дома в основном заселены армянскими беженцами из Азербайджана.

## Экономика

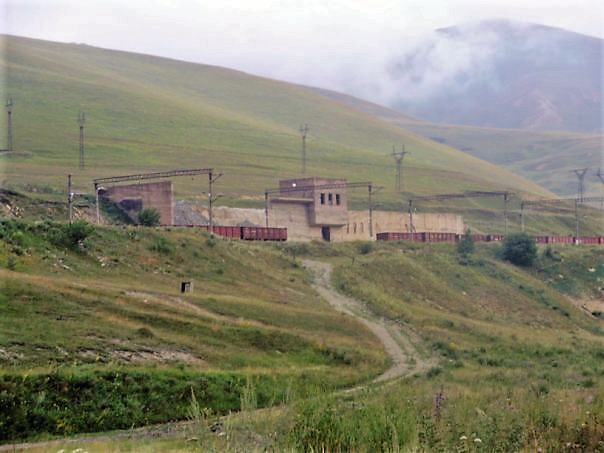
Железнодорожная станция в Сотке

В десяти километрах от села Сотк находится Сотское золотоносное месторождение. Это самое крупное месторождение золота на территории Армении. Запасы месторождения оцениваются более, чем в 120 тонн чистого золота. В данный момент месторождение эксплуатируется компанией «GeoProMining».

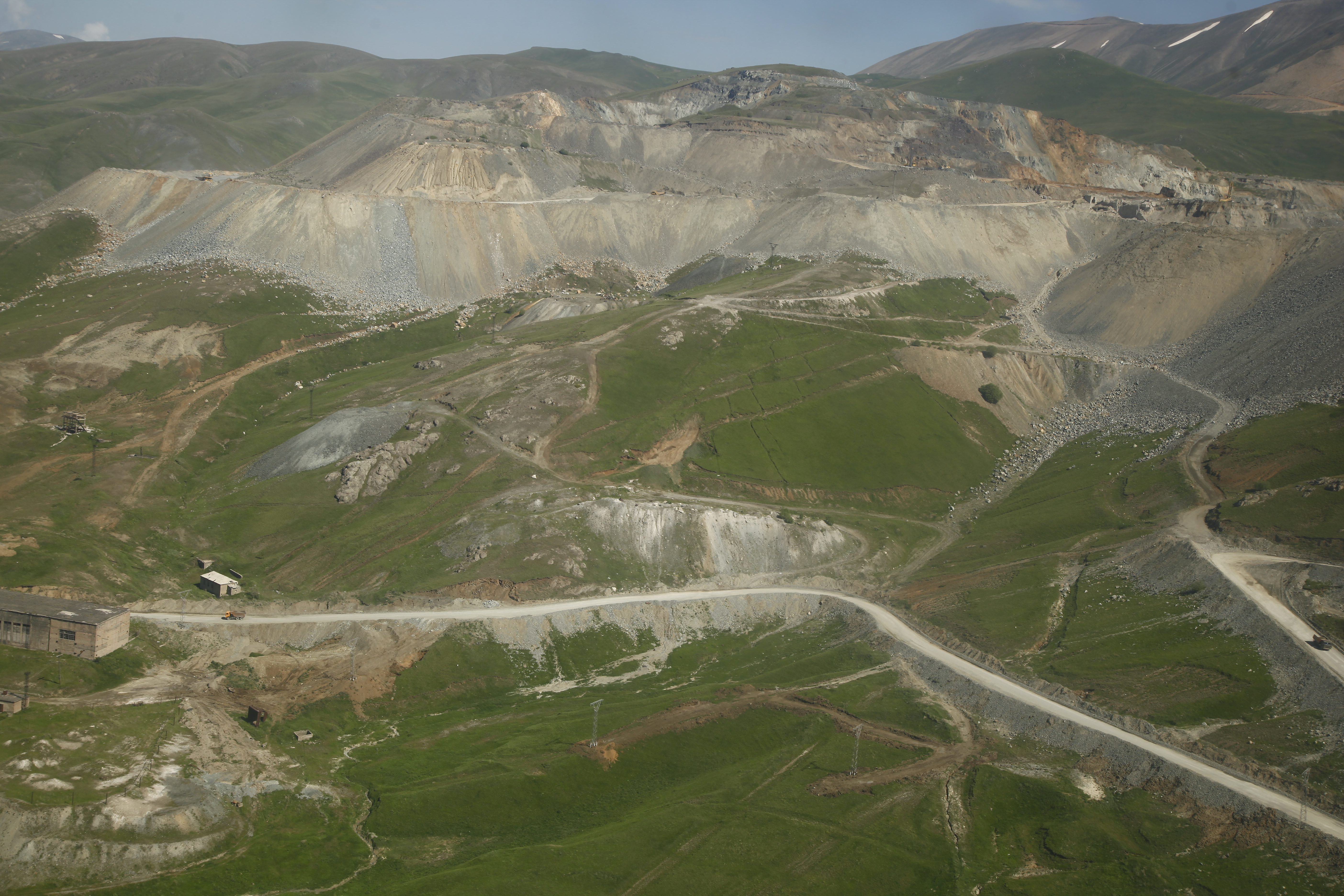
Вид с высоты на месторождение

В селе имеется железнодорожная станция. Железнодорожная линия соединяет местный золотодобывающий комбинат с основной железнодорожной веткой через станции Шоржа, Севан и Раздан.
30 работников рудника – жители Сотка, и GeoProMining регулярно оказывает помощь жителям села, в том числе содействует развитию социально-экономической инфраструктуры села Сотк. В 2012 году компания участвовала в финансировании строительства газопровода в селе.

## Известные уроженцы, жители
- Абдулазимов, Наги Керим оглы (1936—2001) — государственный и политический деятель. Депутат Милли меджлиса Азербайджанской Республики II созыва.[источник не указан 148 дней]
- Амирасланов, Ахлиман Тапдыг оглы (1947) — азербайджанский учёный, академик НАНА (2001), Заслуженный деятель науки Азербайджана (1991), доктор медицинских наук (1984), профессор (1989), лауреат Государственной премии СССР (1986).[источник не указан 148 дней]
- Ашуров, Мурад Мамед оглы (1941—2017) — председатель Евлахского районного Совета народных депутатов, первый секретарь Ханларского райкома и Евлахского горкома Коммунистической партии Азербайджана.[источник не указан 148 дней]

## Комментарии
1. 1 2  До Переписи населения СССР (1939), азербайджанцев в русскоязычных источниках и документах называли в основном «татарами», «закавказскими татарами», «адербайджанскими (адербейджанскими) татарами» или «тюрками». Подробнее см. в статье «Азербайджанцы»